# NK Istra 1961
El NK Istra 1961 (en croata: y oficialmente Nogometni Klub Istra 1961) es un equipo de fútbol de la ciudad de Pula en Croacia que actualmente juega en la MAXtv Prva Liga (primera división de Croacia) y es propiedad del Deportivo Alavés con un 85%, el 15% restante pertenece al ayuntamiento de Pula.

## Historia
En 1961 el N.K. Uljanik, fundado en 1948 por los astilleros Uljanik, se fusionó con el N.K. Pula, naciendo el N.K. Istra. Por ello, 1961 es ocasionalmente considerado como el año de fundación del club.
En los primeros años de la liga croata el N.K. Istra compitió en categorías inferiores, llegando por primera vez a la Prva HNL en la temporada 2004-2005. Dos años antes, el  club de Pula logró el subcampeonato de la Copa de Croacia al perder 4-1 frente al H.N.K. Hajduk Split.
Coincidiendo con el debut en la máxima categoría, el club cambió su nombre a N.K. Pula 1856, porque 1856 fue el año en que el Imperio austrohúngaro convirtió a Pula en el puerto de su arsenal y se abrió el astillero Uljanik. En la temporada siguiente, pasó a denominarse N.K. Pula Staro Češko debido a un contrato de patrocinio con la cervecería Daruvarska Pivovara, dueña de la marca de cerveza Staro Češko. Apenas un año después, el nombre fue cambiado una vez más, esta vez a N.K. Pula.
Tras perder la categoría en la temporada 2006-2007 el club se renombró como N.K. Istra 1961 tras un ultimátum de la afición pidiendo el cambio de nombre y los colores del club a los colores tradicionales de la ciudad (amarillo y verde). Tras recuperar la categoría dos temporadas más tarde, el club se asentó en la Prva HNL. 
Tras ser propiedad de una sociedad rusa entre 2011 y 2015, pasó a manos de la sociedad American Investment. En verano de 2018 el Deportivo Alavés se hizo con la propiedad del club al comprar el 85% de las acciones, siendo el otro único socio la ciudad de Pula a través de su ayuntamiento. La llegada de los nuevos produjo una renovación importante en la plantilla del equipo con la llegada de jugadores del anterior equipo convenido del Deportivo Alavés en Croacia, el N.K. Rudes, así como jóvenes promesas del fútbol español.

## Palmarés

### Torneos nacionales
- Croatian Second Division (2): 2003–04, 2008–09
- Croatian Third Division (1): 2000–01
- Copa de Croacia Final: 2003